# Pasqualino
Pasqualino ist ein männlicher und weiblicher Vorname und Familienname.

## Herkunft und Bedeutung
Der Name ist eine Variante des Namens Pascal, siehe dort zu Varianten und Etymologie.

## Varianten
- Pasquale
- Pasqualini

## Bekannte Namensträger

### Familienname
- Luke Pasqualino (* 1990), englischer Schauspieler

### Vorname
- Pasquale Bini (1716–1770), italienischer Geiger und Komponist
- Pasqualino De Santis (1927–1996), italienischer Kameramann
- Pasqualino Cangiullo (1900–1975), italienischer Schauspieler
- Pasqualino Brignoli (1824–1884), italienischer Operntenor
- Pasqualino Antonio LaBianca (1925–1969), US-amerikanischer Besitzer einer Supermarktkette
- Pasqualino Pat Cortina (* 1964), kanadischer Eishockeytrainer
- Pasqualino Del Fra (1929–1997), italienischer Dokumentarfilmer

### Zwischenname
- Giuseppina Pasqualino di Marineo (1974–2008), italienische Aktionskünstlerin